# Сегиет-эль-Хамра

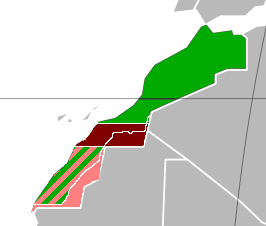
Сегиет-эль-Хамра (тёмно-красный), Марокко (зелёный) и САДР (розовый)

Сегиет-эль-Хамра (Сагия-эль-Хамра, рус. Красный ручей, араб. الساقية الحَمْراء‎, ас-Сакия аль-Хамра) — историко-географическая область на севере Западной Сахары. Занимая 82 000 км², составляет примерно треть её площади. Название дано по одноимённой реке.
Регион находится между 27° 50' и 26° с. ш. На западе территория ограничена Атлантическим океаном, на востоке граница проходит вдоль государственных границ Мавритании и Алжира. Является спорной территорией между Марокко и Сахарской АДР, с 1991 года разделена на две части внешним кольцом т. н. «Стены Позора», являющейся по сути демаркационной линией между двумя государствами.

## История
В соответствии с соглашениями 1904 и 1912 гг. с Францией Испания присоединила территорию Сегиет-эль-Хамра к созданной в 1904 году колонии Рио-де-Оро. В 1924 году в её составе была объединена с колониями Агуэра и Мыс Хуби под названием Испанская Сахара со столицей в форте Кап-Джуби (Вилья-Бенс). С тех пор само понятие Рио-де-Оро не включало в себя регион Сегиет-эль-Хамра. В 1969 году Сегиет-эль-Хамра стала одной из территорий в составе заморской провинции Испании Западная Сахара.
В настоящее время термин Сегиет-эль-Хамра используется в названии организации Полисарио, ведущей борьбу за полную независимость Сахарской АДР. Также её название упоминается в названии марокканской провинции Эль-Аюн-Буждур-Сегиет-эль-Хамра.